# Mandla
Mandla (en hindi: मंडला ) es una localidad de la India, centro administrativo del distrito de Mandla en el estado de Madhya Pradesh.

## Geografía
Se encuentra a una altitud de 450 m s. n. m. a 415 km de la capital estatal, Bhopal, en la zona horaria UTC +5:30.

## Demografía
Según estimación 2010 contaba con una población de 43 558 habitantes.